# ...And Blood Was Shed in Warsaw
...And Blood Was Shed in Warsaw – trzecie wydawnictwo DVD polskiej grupy muzycznej Vader. Płyta zawiera zrealizowany w warszawskim klubie Stodoła koncert promujący wydawnictwo Impressions in Blood.
Ponadto na płycie znajdują się: teledysk do utworu „Sword of the Witcher” powstałego na potrzeby gry pt. Wiedźmin, galerie, wywiady, biografie grupy oraz linki. Całość zrealizowano w formacie Dolby Digital 5.1 Surround Sound.
W limitowanej edycji ...And Blood Was Shed in Warsaw wydane zostało wraz z dodatkową płytą CD, zawierającą wspomniany koncert w wersji audio.

## Lista utworów
Opracowano na podstawie materiału źródłowego.
| Nr  | Tytuł utworu                  | Słowa                | Muzyka              | Długość |
| --- | ----------------------------- | -------------------- | ------------------- | ------- |
| 1.  | „Intro”                       | utwór instrumentalny | Krzysztof Oloś      | 00:41   |
| 2.  | „ShadowFear”                  | Harry Maat           | Piotr Wiwczarek     | 04:40   |
| 3.  | „Sothis”                      | Paweł Wasilewski     | Piotr Wiwczarek     | 03:58   |
| 4.  | „Helleluyah!!! (God Is Dead)” | Piotr Wiwczarek      | Piotr Wiwczarek     | 03:10   |
| 5.  | „Warlords”                    | Harry Maat           | Maurycy Stefanowicz | 02:57   |
| 6.  | „Silent Empire”               | Paweł Frelik         | Piotr Wiwczarek     | 03:52   |
| 7.  | „Blood of Kingu”              | Piotr Wiwczarek      | Piotr Wiwczarek     | 04:18   |
| 8.  | „Intro: Out”                  | utwór instrumentalny | Piotr Wiwczarek     | 00:05   |
| 9.  | „Out of the Deep”             | Piotr Wiwczarek      | Piotr Wiwczarek     | 04:40   |
| 10. | „Carnal”                      | Paweł Frelik         | Piotr Wiwczarek     | 02:07   |
| 11. | „Dark Age”                    | Piotr Wiwczarek      | Piotr Wiwczarek     | 04:34   |
| 12. | „Black to the Blind”          | Paweł Wasilewski     | Piotr Wiwczarek     | 04:30   |
| 13. | „Intro: Para Bellum”          | utwór instrumentalny | Krzysztof Oloś      | 01:17   |
| 14. | „This Is the War”             | Piotr Wiwczarek      | Piotr Wiwczarek     | 02:56   |
| 15. | „Lead Us”                     | Piotr Wiwczarek      | Maurycy Stefanowicz | 03:29   |
| 16. | „What Colour Is Your Blood?”  | Piotr Wiwczarek      | Piotr Wiwczarek     | 04:02   |
| 17. | „Epitaph”                     | Łukasz Szurmiński    | Piotr Wiwczarek     | 03:36   |
| 18. | „Cold Demons”                 | Piotr Wiwczarek      | Piotr Wiwczarek     | 02:23   |
| 19. | „Predator”                    | Paweł Frelik         | Piotr Wiwczarek     | 05:27   |
| 20. | „Wings”                       | Paweł Frelik         | Piotr Wiwczarek     | 03:08   |
| 21. | „Wyrocznia (cover Kat)”       | Roman Kostrzewski    | KAT                 | 05:27   |
|     |                               |                      |                     | 1:11:17 |

| Teledyski | Teledyski                     | Teledyski       | Teledyski       | Teledyski |
| Nr        | Tytuł utworu                  | Słowa           | Muzyka          | Długość   |
| --------- | ----------------------------- | --------------- | --------------- | --------- |
| 1.        | „Sword Of The Witcher”        | Piotr Wiwczarek | Piotr Wiwczarek | 3:39      |
| 2.        | „Helleluyah!!! (God Is Dead)” | Piotr Wiwczarek | Piotr Wiwczarek | 3:04      |
|           |                               |                 |                 | 6:43      |

| Wywiad z Piotrem Wiwczarkiem | Wywiad z Piotrem Wiwczarkiem            | Wywiad z Piotrem Wiwczarkiem |
| Nr                           | Tytuł utworu                            | Długość                      |
| ---------------------------- | --------------------------------------- | ---------------------------- |
| 1.                           | „Changes”                               | 2:43                         |
| 2.                           | „The Beast”                             | 2:52                         |
| 3.                           | „Docent's Departure”                    | 4:17                         |
| 4.                           | „The Art Of War / Impressions In Blood” | 5:21                         |
| 5.                           | „Impressions In Blood: Keyboards”       | 1:36                         |
| 6.                           | „Impressions In Blood: Artwork”         | 1:16                         |
| 7.                           | „Impressions In Blood: Fans' Reaction”  | 1:50                         |
| 8.                           | „Vader And The Internet”                | 5:05                         |
| 9.                           | „Conclusion”                            | 0:45                         |
|                              |                                         | 25:45                        |

| Bonus CD | Bonus CD                      | Bonus CD             | Bonus CD            | Bonus CD |
| Nr       | Tytuł utworu                  | Słowa                | Muzyka              | Długość  |
| -------- | ----------------------------- | -------------------- | ------------------- | -------- |
| 1.       | „Intro”                       | utwór instrumentalny | Krzysztof Oloś      | 00:41    |
| 2.       | „ShadowFear”                  | Harry Maat           | Piotr Wiwczarek     | 04:40    |
| 3.       | „Sothis”                      | Paweł Wasilewski     | Piotr Wiwczarek     | 03:58    |
| 4.       | „Helleluyah!!! (God Is Dead)” | Piotr Wiwczarek      | Piotr Wiwczarek     | 03:10    |
| 5.       | „Warlords”                    | Harry Maat           | Maurycy Stefanowicz | 02:57    |
| 6.       | „Silent Empire”               | Paweł Frelik         | Piotr Wiwczarek     | 03:52    |
| 7.       | „Blood of Kingu”              | Piotr Wiwczarek      | Piotr Wiwczarek     | 04:18    |
| 8.       | „Intro: Out”                  | utwór instrumentalny | Piotr Wiwczarek     | 00:05    |
| 9.       | „Out of the Deep”             | Piotr Wiwczarek      | Piotr Wiwczarek     | 04:40    |
| 10.      | „Carnal”                      | Paweł Frelik         | Piotr Wiwczarek     | 02:07    |
| 11.      | „Dark Age”                    | Piotr Wiwczarek      | Piotr Wiwczarek     | 04:34    |
| 12.      | „Black to the Blind”          | Paweł Wasilewski     | Piotr Wiwczarek     | 04:30    |
| 13.      | „Intro: Para Bellum”          | utwór instrumentalny | Krzysztof Oloś      | 01:17    |
| 14.      | „This Is the War”             | Piotr Wiwczarek      | Piotr Wiwczarek     | 02:56    |
| 15.      | „Lead Us”                     | Piotr Wiwczarek      | Maurycy Stefanowicz | 03:29    |
| 16.      | „What Colour Is Your Blood?”  | Piotr Wiwczarek      | Piotr Wiwczarek     | 04:02    |
| 17.      | „Epitaph”                     | Łukasz Szurmiński    | Piotr Wiwczarek     | 03:36    |
| 18.      | „Cold Demons”                 | Piotr Wiwczarek      | Piotr Wiwczarek     | 02:23    |
| 19.      | „Predator”                    | Paweł Frelik         | Piotr Wiwczarek     | 05:27    |
| 20.      | „Wings”                       | Paweł Frelik         | Piotr Wiwczarek     | 03:08    |
| 21.      | „Wyrocznia (cover Kat)”       |                      |                     | 05:27    |
|          |                               |                      |                     | 1:11:17  |

## Twórcy
Opracowano na podstawie materiału źródłowego.
| Zespół Vader w składzie - Piotr „Peter” Wiwczarek – gitara elektryczna, śpiew - Maurycy „Mauser” Stefanowicz – gitara elektryczna - Marcin „Novy” Nowak – gitara basowa - Dariusz „Daray” Brzozowski – perkusja Dodatkowi muzycy - Tomasz „Orion” Wróblewski – śpiew (utwór „Wyrocznia”) | Produkcja - Marcelo HVC – okładka - Tomasz Dziubiński – producent wykonawczy - Darek Świtała – wywiad - Piotr Godzina – realizacja wywiadu - Piotr Brzeziński – miksowanie Stereo i Dolby Digital 5.1 Surround Sound - Jarosław Wieczorek – asystent - Andrzej Borkowski – AB Film, kamera - Grzegorz Szepietowski, Jerzy Sulikowski, Krzysztof Łuczak, Piotr Polański, Szymon Dyakowski, Wojciech Kędzior – kamera - Lucjan Siwczyk – światła (Transcolor) - Massive Music – management - Aleksandra Kobusińska, Anna Kulicka, Wojciech Kałuża – Metal Mind Productions - Andrzej Borkowski, Czesław Wilsz, Henryk Kesler, Jacek Pędziński, Jacek Rączka, Janusz Spałek, Janusz Strużyna, Krzysztof Cibis, Marian Sitko – mobilne studio nagraniowe - Jarosław Wieczorek – tłumaczenia, napisy - Artur Wojewoda, Waldemar Szwajda – reżyseria - Grzegorz Kupiec – miksowanie obrazu - Adam Sieklicki, Marta Tłuszcz – zdjęcia - Piotr Brzeziński – realizacja - Jarosław Kaszyński – obsługa techniczna (Prosound) |